# Begoña Muñoz
Begoña Muñoz Saa, nacida en Baracaldo en 1961 y fallecida en Ourense el 17 de abril de 2010, fue profesora y autora teatral gallega.

## Trayectoria
Licenciada en Filología Hispánica por la Universidad de Santiago de Compostela. Profesora de Lengua Gallega y Literatura, e Iniciación al Arte Dramático en el IES Otero Pedrayo.
Fue coautora, con Xosé Carlos Couceiro, Ánxeles Cuña y Fernando Dacosta, de las obras Afección, Tics y Os soños de Caín representadas por la compañía Sarabela Teatro. Fue co-adaptadora de Xacobe ou a submisión, de Eugène Ionesco; Madame de Sade, de Yukio Mishima; As sillas, de Ionesco; Cama dous por dous para dous (Talem), de Sergi Belbel; A Esmorga, a partir de la novela homónima de Eduardo Blanco Amor; O lapis do carpinteiro, según la novela de Manuel Rivas; y Sexismunda, adaptación de La vida es sueño de Calderón de la Barca, también representadas por Sarabela Teatro.

## Galardones
- Premio Compostela de Teatro por la adaptación de Madame de Sade de Mishima (1990).
- Premio Compostela de Teatro por la adaptación de As sillas de Ionesco (1992).
- Premio al mejor texto por Tics en el Festival Internacional de Teatro para la Infancia y la Juventud (FETEN) de Gijón (1997).
- Premio María Casares a la mejor adaptación por O lapis do carpinteiro (2001).
- Premio María Casares a la mejor adaptación por Sexismunda (2002).
- Premio María Casares a la mejor adaptación por A Esmorga (2010).